# Passe de Grootrivier

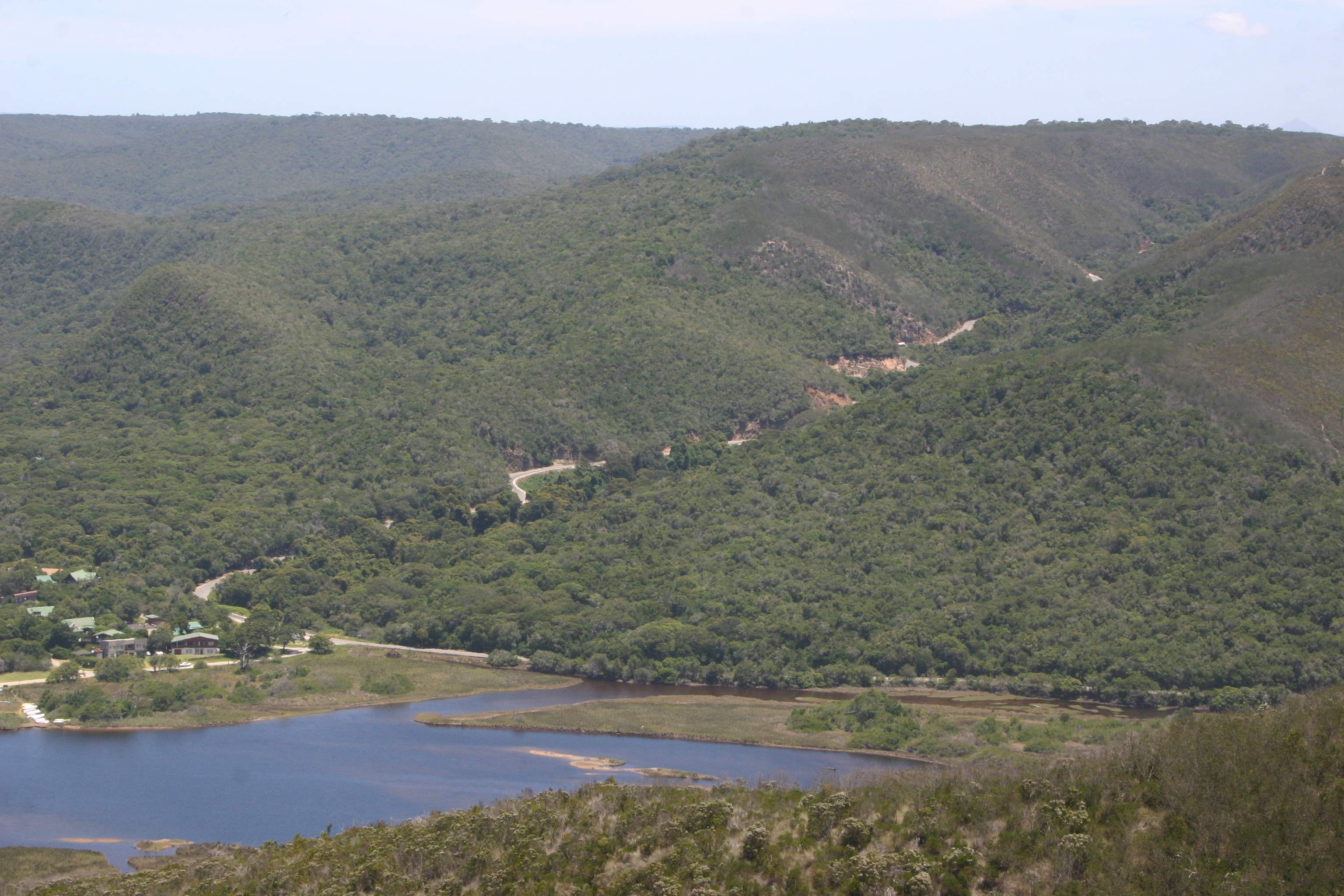
Section occidentale de la passe.

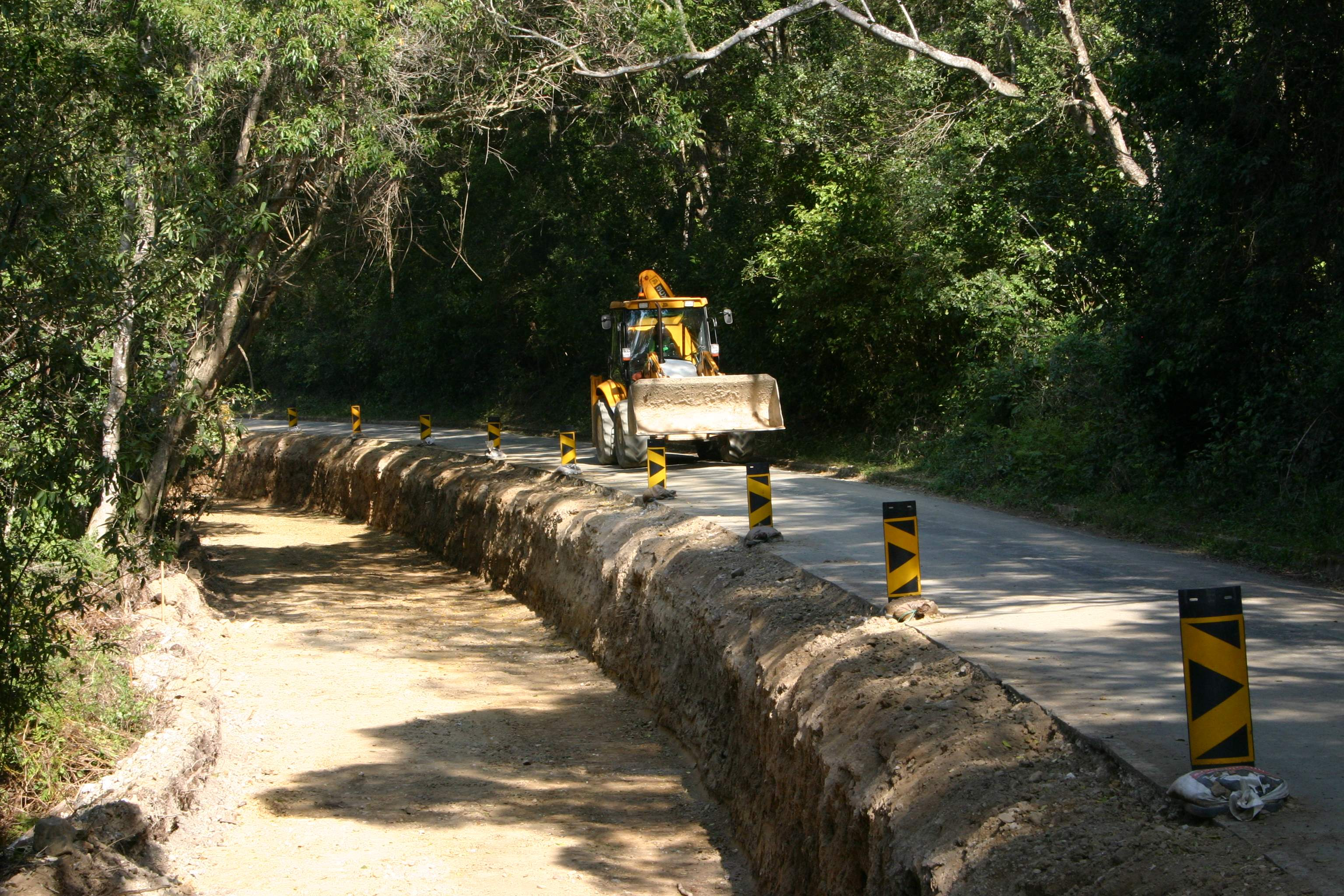
Reconstruction de la section orientale en 2010.

La passe de Grootrivier est située dans la province du Cap-Occidental en Afrique du Sud.

## Géographie
Située le long de la route R102, la Grootrivier est l'un des nombreux cours d'eau de montagne qui, durant des millions d'années, ont drainé le plateau côtier jusqu'à la mer. En quittant la route nationale N2 on rejoint la R102 qui serpente sur le plateau côtier, qui est un ancien fond marin à 220m d’altitude. On traverse une forêt côtière dense jusqu’à la station balnéaire de Nature's Valley sur la Grootrivier, puis on remonte sur la pente opposée jusqu’au plateau. La passe a été achevée en 1880 par Thomas Charles John Bain et une reconstruction majeure a été réalisée sur les deux sections en 2010. La configuration de la route qui va du plateau jusqu’au niveau de la mer, puis à nouveau jusqu’au plateau, était dictée par la large et profonde gorge creusée par la Grootrivier et qui s’étend à l’intérieur des terres jusqu’aux monts Tsitsikamma. Des techniques modernes de construction de ponts ont permis la traversée des trois gorges de la  Grootrivier, de la rivière Bloukrans et de la rivière Storms, permettant l’ouverture de l’autoroute en juin 1984. La forêt abrite une myriade d’espèces d’oiseaux ainsi que de petites antilopes, des singes vervet et babouins et des léopards. La route comporte divers points de vue et aires de pique-nique.